# 다치바나 무네시게
다치바나 무네시게(일본어: 立花 宗茂, 1567년 9월 20일 ~ 1643년 1월 15일)는 센고쿠 시대의 무장, 아즈치모모야마 시대와 에도 시대 초기의 다이묘로, 다나구라번의 번주이며, 야나가와번의 초대 번주이다. 어릴적 이름은 지쿠마마루(일본어: 千熊丸), 야시치로(일본어: 彌七郎)이며, 초명은 다카하시 무네토라(高橋統虎)였다. 여러 차례 개명을 하여 시게토라(鎮虎), 무네토라(宗虎), 마사나리(正成), 지카나리(親成), 나오마사(尚政), 마사타카(政高), 도시마사(俊正), 쓰네마사(経正), 노부마사(信正) 등의 다른 이름이 있으며, 무네시게는 만년에 가진 이름이다. 관위는 종삼위, 사콘노쇼겐, 시종, 히다노카미이며, 1915년에 종삼위에 추증되었다.

## 어린 시절부터 다이묘로 성장하기까지
에이로쿠 10년 음력 11월 18일, 오토모가의 중신인 다카하시 쇼운의 적자로 태어났다. 덴쇼 9년(1581년), 사내아이가 없었던 오토모 가문의 가신 다치바나 도세쓰가 그를 양자로 삼으려 하자 쇼운은 거절했지만, 수차례의 간청 끝에 결국 도세쓰의 딸 긴치요와 결혼하여 사위가 됨으로써 도세쓰로부터 가문을 상속받았다. 그해 7월, 친아버지와 함께 아키쓰키 가문과의 전투에 처음 참여했다. 덴쇼 12년 8월에는 도세쓰와 쇼운이 오토모 가문의 지쿠고 탈환전에 참전했을 때 다치바나야마성을 지켰고, 이때 아키쓰키 다네자네가 8천 명을 이끌고 야습해오자 화계로 격퇴했다. 덴쇼 14년, 시마즈 가문이 지쿠젠국으로 침공해오자, 쇼운은 이와야 성에서 결사 항전한 끝에 전사하였다. 이때 무네시게도 다치바나야마 성에서 항전하며 유격전을 벌였고, 거짓 항복 등의 계략을 활용해 시마즈의 본진을 기습하는 데에 성공했다. 무네시게는 퇴각하는 시마즈군을 추격하여 다카토리이성을 공략하고, 이와야 성, 호만산성을 수복했다. 이후 도요토미 히데요시의 규슈 평정전에서 활약하였고, 히데요시로부터 공을 인정받아 지쿠고국 야나가와의 13만 2천 석의 영지를 받아 도요토미 히데요시에게 직접 속한 다이묘로 성장하였다.

## 이봉 이후 임진왜란 참전까지
덴쇼 15년(1587년), 삿사 나리마사가 지쿠고로 이봉된 뒤 히고 고쿠진 잇키가 일어나자 하루에 13번을 싸우고 잇키측의 7개 성을 함락시켰는데, 이때 참전중이던 고바야카와 다카카게를 의부로 모시고, 고바야카와 히데카네와 의형제의 의를 맺었다. 덴쇼 18년, 오다와라 정벌에도 종군하였다. 분로쿠 원년(1592년)부터는 임진왜란에도 참전하여, 벽제관 전투에서는 철포 속사와 기습을 활용하여 명군을 격파했다. 또 제2차 진주성 전투에서는 명의 장수 유정이 휘하의 임호에게 4만명을 주어 진주성을 공격하려 하자, 무네시게는 히데카네와 함께 4천의 병력으로 이를 격퇴시켰다. 정유재란 때 제1차 울산성 전투에서는 명의 장수 고책이 이끄는 5만 병사가 일본군 본진인 부산을 급습하자, 겨우 8백명의 군사만으로 야습과 화계로써 이들을 물리쳤다. 제2차 울산성 전투 때는 포위되어 궁지에 몰린 가토 기요마사를 구원하기 위해, 겨우 1천 명만 이끌고 진격하여, 야습, 거짓 정보 흘리기, 적군 유인 등의 계략으로 포위를 깨고 가토를 구출해냈다. 히데요시 사후 일본군에 퇴각 명령이 내려졌을 때, 무네시게는 순천왜성에서 고니시 유키나가가 해상 봉쇄를 당하여 퇴각하지 못하고 있음을 알고 다카하시 무네마스, 시마즈 요시히로, 소 요시토시 등과 함께 수군을 편성하여 구원에 나섰다. 이때 진린이 이끄는 명군과 이순신이 이끄는 조선 수군과 노량 해전을 벌였으며 고니시 구출에는 성공하였다.

## 세키가하라 전투
게이초 5년(1600년), 세키가하라 전투 직전에 도쿠가와 이에야스가 은상을 약속하며 무네시게를 동군에 가담하도록 회유하였으나, 히데요시에 대한 은의를 지킨다며 거절했다. 중신인 고모노 마스토키가 서군에 승산이 없으므로 동군을 편들 것을 진언했으나, 승패는 따지지 않는다며 고모노를 유수로 남겨두고 이시다 미쓰나리의 서군에 소속되어 이세 방면으로 진출했다. 이후 모리 모토야스, 모리 히데카네, 소 요시토시, 쓰쿠시 히로카도와 함께 동군의 교고쿠 다카쓰구가 지키는 오쓰성을 공격하였는데, 이때 무네시게는 도세쓰가 발명한 '하야고메' 방식을 통해 3배속으로 철포 사격을 하여 크게 공적을 올렸다. 그러나 본 전투에서 서군이 궤멸하자 오사카성으로 후퇴하였다. 모리 데루모토에게 동군에 맞서 오사카 성에서 농성할 것을 주장했으나, 데루모토가 이를 받아들이지 않고 성문을 열어 이에야스에 투항하자, 무네시게도 자신의 영지로 되돌아갔다. 돌아가는 길에 아버지의 원수 시마즈 요시히로와 동행하였는데, 부군의 원수를 갚으라는 가신들의 권유에 대해 패장을 치는 것은 무가의 명예가 아니라며 물리치고 요시히로와 친분을 맺었다. 야나가와에 돌아온 이후, 가토 기요마사, 나베시마 나오시게, 구로다 요시타카에게 공격당했는데, 이에야스에게 순종함을 보이기 위해 무네시게는 직접 출병하지 않았다. 가로 오노 시게유키를 총대장으로 하여 1천 3백여 명으로 나베시마의 군대를 봉쇄하고 한 차례 승리를 거두기는 했으나, 이내 야나가와성에서 농성하게 되었고 결국 가토 기요마사의 설득을 받아들여 항복하게 되었다. 시마즈 요시히로가 원군을 보내왔으나 도착한 것은 이미 투항한 지 사흘 뒤였다.

## 말년
세키가하라 전투 이후 영지를 몰수당한 무네시게는 가토 기요마사나 마에다 도시나가로부터 가신이 될 것을 권유받았으나 이를 거절했다. 기요마사는 가신으로 영입하는 것을 포기하고 식객으로 대우하였다. 그러나 도쿠가와 이에야스가 열심히 그의 영입을 추진하는 데에는 차마 거절하지 못하여, 게이초 8년에 쇼군의 친위대장으로 기용되었고, 얼마 지나지 않아 다나구라번 1만 석을 부여받아 다이묘로 복귀하게 되었다. 영지는 점차 늘어나 게이초 15년에는 3만 5천 석에 달했고, 이 무렵부터 이름을 무네시게로 하였다.
오사카 전투에서는 도쿠가와 히데타다의 휘하에서 그 경비를 담당했고, 겐나 6년(1620년)에 예전 영지인 야나가와 10만 9200석의 땅을 받으면서 다이묘로서 완전히 복귀했다.
간에이 14년(1637년)에 발생한 시마바라의 난에 참전하여 예의 전략과 전투 실력을 다시 보여주었다. 이듬해 무네시게의 조카이자 양자 다치바나 다다시게(무네시게의 동생 다치바나 나오쓰구의 4남)에게 가문을 계승케 하였다.
간에이 19년 에도 번저에서 향년 76세의 나이로 사망하였다.
| 전임 다치바나 긴치요 | 다치바나가 당주 1581년 ~ 1638년 | 후임 다치바나 다다시게 |

|  | 다나구라번 번주 (다치바나씨) 1603년 ~ 1620년 | 후임 니와 나가시게 |

| 전임 다나카 다다마사 | 제1대 야나가와번 번주 (다치바나씨) 1620년 ~ 1638년 | 후임 다치바나 다다시게 |